# Notre-Dame-du-Bec
Notre-Dame-du-Bec település Franciaországban, Seine-Maritime megyében. Lakosainak száma 477 fő (2022. január 1.). Notre-Dame-du-Bec Saint-Martin-du-Bec, Hermeville, Rolleville és Turretot községekkel határos.

## Népesség
A település népességének változása:
| Lakosok száma | 447  | 452  | 457  | 452  | 453  | 453  | 449  | 457  | 477  |
|               | 2013 | 2015 | 2016 | 2017 | 2018 | 2019 | 2020 | 2021 | 2022 |